# فهرست فرودگاه‌های آنتیگوا و باربودا

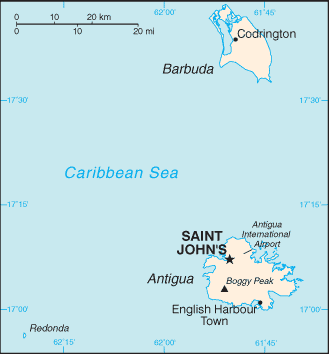
نقشهٔ آنتیگوا و باربودا

این مقاله شامل فهرست فرودگاه‌های آنتیگوا و باربودا است که بر پایهٔ مکان قرارگیری آن‌ها مرتب شده‌است.

## فرودگاه‌ها
| شهر        | جزیره    | ایکائو | یاتا | نام فرودگاه                         | مختصات                                                        |
| ---------- | -------- | ------ | ---- | ----------------------------------- | ------------------------------------------------------------- |
| سینت جانز  | آنتیگوا  | TAPA   | ANU  | فرودگاه بین‌المللی و. س. برد         | ۱۷°۰۸′۱۲″ شمالی ۶۱°۴۷′۳۴″ غربی / ۱۷٫۱۳۶۶۷°شمالی ۶۱٫۷۹۲۷۸°غربی |
| Codrington | بارابودا | TAPH   | BBQ  | فرودگاه کودرینگتون                  | ۱۷°۳۸′۰۹″ شمالی ۶۱°۴۹′۴۳″ غربی / ۱۷٫۶۳۵۸۳°شمالی ۶۱٫۸۲۸۶۱°غربی |
| Coco Point | بارابودا | TAPT   |      | Coco Point Lodge Airstrip (private) | ۱۷°۳۳′۲۰″ شمالی ۶۱°۴۵′۵۵″ غربی / ۱۷٫۵۵۵۵۶°شمالی ۶۱٫۷۶۵۲۸°غربی |